# Dopis šesti

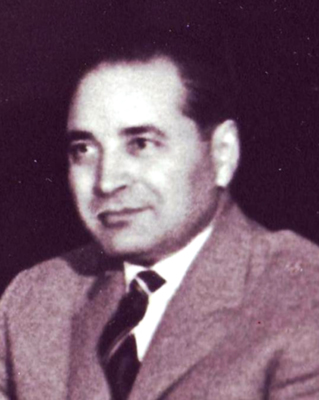
Bývalý předseda rumunského odborového svazu Gheorghe Apostol

Dopis šesti (rumunsky Scrisoarea celor șase) byl otevřený dopis, datovaný 11. března 1989 a adresovaný rumunskému prezidentovi Nicolaemu Ceaușescuovi. Jeho autorem byl bývalý předseda odborového svazu Gheorghe Apostol a spolupodepsali jej další dlouholetí funkcionáři Komunistické strany Rumunska: Alexandru Bârlădeanu, Silviu Brucan, Corneliu Mănescu, Constantin Pîrvulescu a Grigore Răceanu. Signatáři poukázali na hospodářský úpadek a mezinárodní izolaci země, upírání občanských práv zaručených ústavou, rostoucí vliv tajné policie a diskriminaci národnostních menšin. Vyzvali prezidenta, aby začal dodržovat Závěrečný akt Konference o bezpečnosti a spolupráci v Evropě. Zejména kritizovali program systemizace venkova, založený na nedobrovolném stěhování obyvatel do panelových sídlišť: „Začal jste měnit zeměpis venkovských oblastí, ale nemůžete přemístit Rumunsko do Afriky.“ Dopis šesti požadoval reformy komunistického režimu obdobné těm, které zaváděl v SSSR Michail Gorbačov.
Dokument odvysílalo Rádio Svobodná Evropa a BBC. Politbyro komunistické strany dopis na svém zasedání 13. března 1989 odsoudilo. Signatáři dopisu byli vyloučeni ze strany, uvrženi do domácího vězení a opakovaně vyslýcháni tajnou policií Securitate. Do politického života se vrátili až po rumunské revoluci.